# Juraj Halenár
Juraj Halenár (Trnava, 28 giugno 1983 – Bratislava, 30 giugno 2018) è stato un calciatore slovacco, di ruolo attaccante.
In carriera ha giocato per le tre società di Bratislava: l'Inter, l'Artmedia e lo Slovan, vincendo 10 titoli nazionali. Tra il novembre 2007 e il febbraio 2008 ha giocato per la Nazionale slovacca ed è stato in sporadiche occasioni il capitano dello Slovan.

## Biografia
Il 30 giugno 2018, due giorni dopo il suo trentacinquesimo compleanno, viene trovato morto suicida nella foresta di Vrakunský nei pressi di Bratislava.

## Caratteristiche tecniche
Seconda punta polivalente, poteva adattarsi anche ai ruoli di trequartista o interno di centrocampo, schierato anche come centravanti, ala su entrambe le fasce o mediano. Prolifico realizzatore, fu anche un buon assist-man.

## Carriera

### Club

#### Inter Bratislava
Il 12 ottobre 2004 firma la sua prima rete stagionale realizzando il gol bandiera contro il Petrzalka (1-3). Il 15 giugno 2005 mette a segno la sua unica doppietta in stagione contro lo Zilina: sul parziale di 4-1, riapre il match riportando il punteggio sul 4-3 ma negli ultimi 20' gli avversari dilagano raggiungendo il 7-3 finale. A fine anno conta 12 gol e 8 assist in 34 incontri di campionato (media di 0,35 reti a partita).
Il 16 luglio 2005 marca una doppietta alla prima giornata di campionato a Ruzomberok (1-2): saranno i suoi ultimi gol con la maglia dell'Inter Bratislava prima del trasferimento all'Artmedia.

#### Petržalka
Nell'estate del 2005 l'Artmedia ne acquista il cartellino dall'Inter Bratislava in cambio di 350000 €.
Debutta con la nuova maglia il 23 luglio 2005 contro il Nitra (1-0). Fa il suo esordio nelle competizioni UEFA per club il 10 agosto seguente: dopo aver escluso Kairat Almaty (4-3) e i più quotati scozzesi del Celtic (andata vinta 5-0 a Bratislava, ritorno perso 4-0 a Glasgow), gli slovacchi affrontano il Partizan in Champions League e Halenár parte titolare senza incidere (0-0). Il ritorno, conclusosi 0-0 anche ai tempi supplementari, è deciso ai calci di rigore: Halenár realizza il suo penalty e l'Artmedia passa alla fase a gironi della Champions per la prima volta nella sua storia. Il 9 settembre successivo segna il suo primo gol stagionale nella sfida contro l'Futbalový Klub AS Trenčín (3-0). Due settimane più tardi, alla decima giornata mette a segno una doppietta ai danni dello Spartak Trnava (1-3). Il 30 novembre seguente realizza altre due reti contro la sua ex Inter Bratislava (7-1). Termina la stagione segnando 8 gol in 39 incontri tra competizioni nazionali e internazionali: il 15 febbraio 2006 esordisce anche in Coppa UEFA, contro il Levski Sofia (0-1).
Il 13 luglio 2006 gioca il suo primo incontro stagionale in Coppa UEFA, contro il WIT Georgia Tbilisi (2-0). Il 20 agosto seguente decide la sfida contro lo Zilina (3-2), siglando il suo primo gol in campionato al 90' e regalando i tre punti all'Artmedia. 4 giorni dopo apre le marcature nella partita di Coppa UEFA vinta 2-3 a Minsk, contro la Dinamo. Chiude anticipatamente la stagione: 19 presenze e 6 reti.
Nella stagione seguente si scatena: segna doppiette contro Zlaté Moravce (5-0), Spartak Trnava (3-1), Zlate Moravce (1-3) e Slovan Bratislava (2-1). in campionato, siglando 16 realizzazioni in 24 turni e sfiorando il titolo di capocannoniere per una rete; inoltre va in gol per sette giornate consecutive, tra l'ottava e la quattordicesima. A fine stagione consegue il double campionato-coppa. Inizia la stagione 2008-2009 con la maglia dell'Artmedia, giocando 9 incontri e segnando 2 gol: una in Champions, al Tampere United (4-2) e una in campionato contro il Nitra (1-2): entra negli ultimi 15' e risolve il match all'84'.
Totalizza 93 presenze e 30 gol con l'Artmedia, alla media di 1 gol ogni 3 partite.

#### Slovan Bratislava
Nel settembre 2008 si trasferisce allo Slovan Bratislava. Il 20 settembre seguente esordisce con lo Slovan giocando contro il Tatran Presov (4-1), segnando una doppietta. Il 4 aprile 2009 realizza la sua prima tripletta in carriera nell'incontro di campionato sul Dukla Banska Bystrica (5-0). Conclude la sua prima stagione allo Slovan con 23 presenze e 9 gol, contribuendo al successo in campionato; vince anche la Supercoppa slovacca 2009, battendo 2-0 il Kosice.
Il 10 luglio 2009, alla prima giornata, segna una rete al Senica (3-0). 11 giorni dopo firma una doppietta allo Zrinjski Mostar (4-0), incontro valido per il secondo turno preliminare di Champions. Il 20 agosto fa il suo debutto nell'UEFA Europa League, calcisticamente erede della Coppa UEFA, in una sconfitta netta inflitta dall'Ajax (5-0). Nel corso del torneo slovacco realizza un paio di doppiette contro Dukla Banská Bystrica (3-0) e Nitra (2-1), terminando il campionato con 11 marcature in 21 turni. A fine stagione vince la Coppa di Slovacchia infliggendo un tennistico 6-0 allo Spartak Trnava ma perde la Supercoppa contro lo Zilina ai calci di rigore (4-2, 1-1 dopo i supplementari). Salta praticamente tutta la stagione 2010-2011: 12 presenze, 3 gol (doppietta al Dubnica il 26 settembre 2010, incontro terminato 6-1) e 6 assist. Vince il double campionato-coppa, già ottenuto ai tempi dell'Artmedia nella stagione 2007-2008.
Il 23 luglio 2011, alla seconda giornata, torna in gol segnando al Senica (3-2). Durante l'annata realizza due doppiette contro Zilina (2-1) e Dukla Banska Bystrica (3-2), firmando una tripletta contro il FK DAC 1904 Dunajská Streda (2-3), contribuendo in modo essenziale alla rimonta dello Slovan, che dopo aver subito due gol in 2' a inizio ripresa, conquista i tre punti grazie al tris di Halenár che arriva in poco più di un quarto d'ora. Segna 16 gol in 38 incontri stagionali.
Dal 2012 il suo rendimento comincia a calare sensibilmente. Il primo settembre 2012 realizza la sua prima rete stagionale al Ruzomberok (2-1). In campionato segna due doppiette contro il Nitra (5-2, segna la prima e l'ultima marcatura del match) e contro il Tatran Presov (5-0). A fine stagione conta 8 realizzazioni in 31 giornate di campionato. Il 17 luglio 2013, entrato al 75' nella partita di Champions League contro il Ludogorec (2-1), sigla due reti in 3' tra l'87' e il 90', ribaltando il punteggio da 0-1 a 2-1 e permettendo allo Slovan di ottenere il successo contro i bulgari. Al ritorno gli slovacchi cadono in casa 0-3. Il 26 ottobre dello stesso anno indossa per la prima volta la fascia da capitano con la divisa dello Slovan, nella partita contro lo Spartak Myjava finita 2-2. In campionato Halenár va in gol 6 volte in 28 turni di campionato: la prima rete è segnata all'AS Trencin, incontro perso 4-2. Il 10 agosto 2014, alla quinta giornata di campionato, firma due reti contro il Kosice (1-2) e il 20 gennaio 2015, dopo sette stagioni, quasi 200 presenze e 64 reti con la maglia dello Slovan Bratislava, Halenár si trasferisce a parametro zero al Nyíregyháza Spartacus, club di prima divisione ungherese.
Con 118 gol in 334 partite di campionato, alla media di 0,35 gol a incontro, è stato uno dei più grandi marcatori del campionato slovacco a non aver mai vinto il titolo di capocannoniere.

#### Nyiregyhaza
Fa il suo esordio nel campionato ungherese il 28 febbraio 2015, schierato trequartista titolare in un 4-2-3-1 nella vittoria conseguita per 2-0 sull'Honved.

### Nazionale
Il 17 novembre 2007 esordisce contro la Repubblica Ceca (3-1).

## Statistiche

### Cronologia presenze e reti in nazionale
| Cronologia completa delle presenze e delle reti in nazionale ― Slovacchia | Cronologia completa delle presenze e delle reti in nazionale ― Slovacchia | Cronologia completa delle presenze e delle reti in nazionale ― Slovacchia | Cronologia completa delle presenze e delle reti in nazionale ― Slovacchia | Cronologia completa delle presenze e delle reti in nazionale ― Slovacchia | Cronologia completa delle presenze e delle reti in nazionale ― Slovacchia | Cronologia completa delle presenze e delle reti in nazionale ― Slovacchia | Cronologia completa delle presenze e delle reti in nazionale ― Slovacchia |
| Data                                                                      | Città                                                                     | In casa                                                                   | Risultato                                                                 | Ospiti                                                                    | Competizione                                                              | Reti                                                                      | Note                                                                      |
| ------------------------------------------------------------------------- | ------------------------------------------------------------------------- | ------------------------------------------------------------------------- | ------------------------------------------------------------------------- | ------------------------------------------------------------------------- | ------------------------------------------------------------------------- | ------------------------------------------------------------------------- | ------------------------------------------------------------------------- |
| 17/11/2007                                                                | Praga                                                                     | Rep. Ceca                                                                 | 3 – 1                                                                     | Slovacchia                                                                | Qual. Euro 2008                                                           | -                                                                         | 86’                                                                       |
| 21/11/2007                                                                | Serravalle                                                                | San Marino                                                                | 0 – 5                                                                     | Slovacchia                                                                | Qual. Euro 2008                                                           | -                                                                         | 76’                                                                       |
| 06/02/2008                                                                | Limassol                                                                  | Ungheria                                                                  | 1 – 1                                                                     | Slovacchia                                                                | Amichevole                                                                | -                                                                         | 77’                                                                       |
| Totale                                                                    |                                                                           | Presenze                                                                  | 3                                                                         |                                                                           | Reti                                                                      | 0                                                                         |                                                                           |

## Palmarès
- Campionato slovacco: 4

Artmedia Petržalka: 2007-2008
Slovan Bratislava: 2008-2009, 2010-2011, 2013-2014
- Slovenský Pohár: 4

Artmedia Petržalka: 2007-2008
Slovan Bratislava: 2009-2010, 2010-2011, 2012-2013
- Supercoppa di Slovacchia: 2

Slovan Bratislava: 2009, 2014